# تجريش
تجريش هي مدينة في مقاطعة شميرانات، إيران. عدد سكان هذه المدينة هو 86,000 في سنة 2006.